# Kristiine

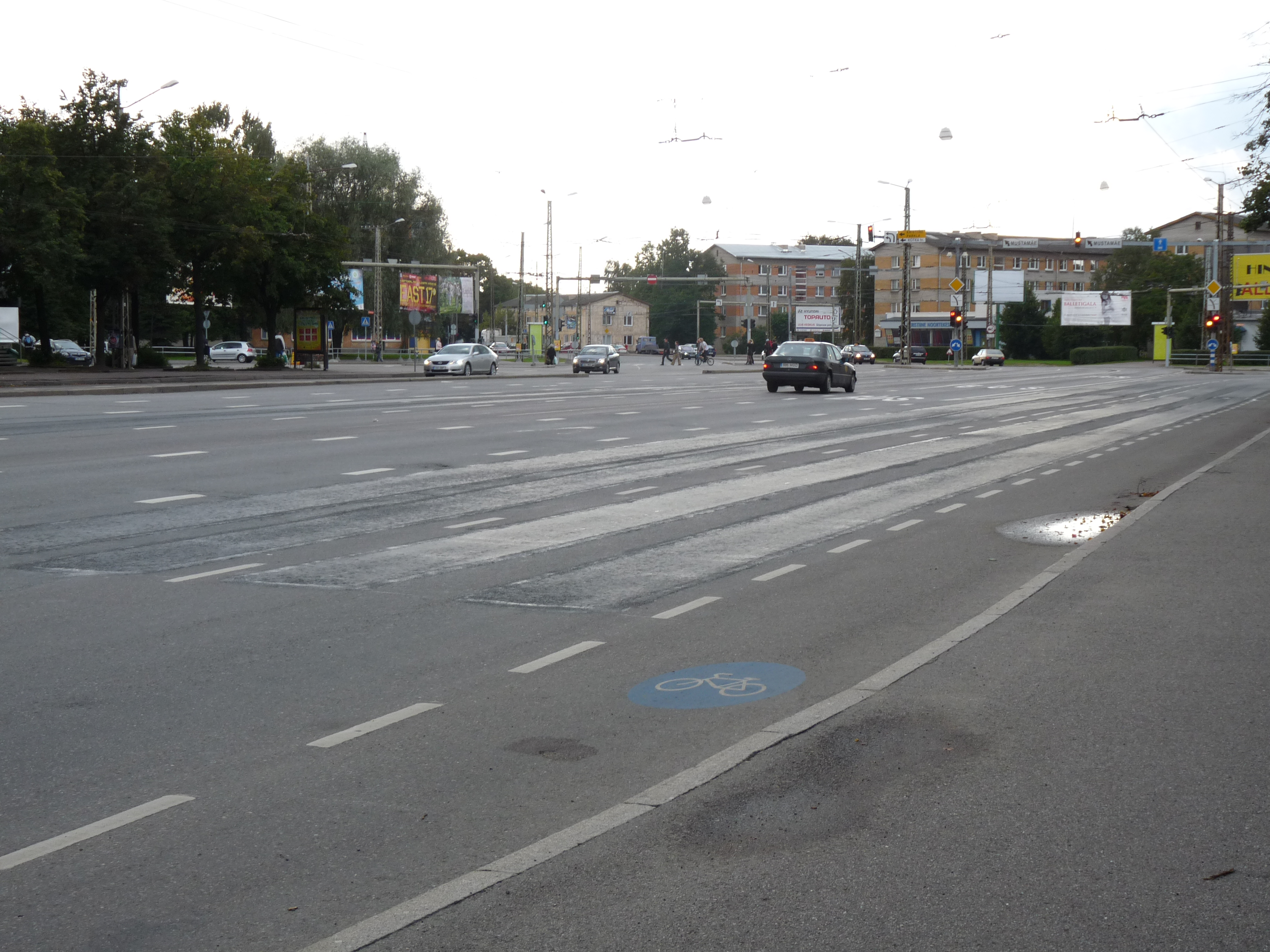

Kristiine là một quận của Tallinn, thủ đô Estonia.

## Hành chính
Quận Kristiineđược chia thành phó quận.
Kristiine (Estonian for "Christina") is one of the 8 administrative districts (tiếng Estonia: linnaosa) of Tallinn, the capital of Estonia.
Kristiine được chia thành 3 phó quận (tiếng Estonia: asum):
- Järve
- Lilleküla
- Tondi

Tên của Kristiine bắt nguồn từ nữ hoàng Thụy Điển Christina dưới sự cai trị năm 1653, khu vực được chia thành 46 miếng (mỗi miếng 9 ha) và bán cho doanh nhân và quan chức thành phố cho 100 riksdaler. Toàn bộ khu vực được gọi là Christinental (Valley of Christina) và sau đó là Kristianine hayfield.
Người cao tuổi của huyện là Andrei Novikov (tính đến tháng Chín 2013).

## Dân số
| Dân tộc        | Phần trăm |
| -------------- | --------- |
| Người Estonia  | 69.4%     |
| Người Nga      | 24.4%     |
| Người Ukraina  | 2.1%      |
| Người Belarus  | 1.2%      |
| Người Phần Lan | 0.6%      |
| Người Do thái  | 0.3%      |
| Người Tatar    | 0.2%      |
| Dân tộc khác   | 1.9%      |

Kristiine có dân số 31.739 (Tính đến  ngày 1 tháng 11 năm 2014).
| Năm    | 2004   | 2005   | 2006   | 2007   | 2008   | 2009   | 2010   | 2011   | 2012   | 2013   | 2014   |
| Dân số | 29.424 | 29.908 | 29.816 | 29.511 | 29.478 | 29.221 | 29.395 | 29.810 | 30.055 | 30.274 | 31.256 |